# Jason Biggs
Jason Matthew Biggs (ur. 12 maja 1978 w Pompton Plains) – amerykański aktor filmowy, telewizyjny i teatralny, komik pochodzenia włoskiego.

## Życiorys
Urodził się w Pompton Plains w stanie New Jersey w rodzinie rzymskokatolickiej jako syn Angeli (z domu Zocco) i Gary'ego Biggsa. Jego ojciec ma korzenie włosko-angielskie a matka sycylijskie. Został wychowany według tradycji katolickich z dwiema siostrami: starszą Heather (ur. 1971) i młodszą Chiarą (ur. 1980). Ukończył Hasbrouck Heights High School. W latach 1996-97 uczęszczał na Uniwersytet Nowojorski.
Zaczął występować w wieku pięciu lat. W 1988 związał się z Screen Actors Guild i wystąpił w reklamie marketu Pathmark. Jako 12-latek wziął udział w programie HBO The Fotis Sevastakis Story, choć z powodu kilku czynników, nigdy nie wyszedł na antenę. W 1991 roku, mając 13 lat zadebiutował jako Willie Trancas w telewizji w sitcomie Fox Drexell's Class z Dabneyem Colemanem, a także po raz pierwszy wystąpił na scenie Seattle Repertory Theatre na Broadwayu w widowisku Rozmowy z moim ojcem (Conversations with My Father) u boku Judda Hirscha. Wkrótce trafił do opery mydlanej CBS As the World Turns (1994–95) jako Pete Wendall, a za występ był nominowany do nagrody Emmy w kategorii „Najlepszy młody aktor”.
Pojawi się w komedii Camp Stories (1997) z Elliottem Gouldem i Jerrym Stillerem. Potem otrzymał główną rolę w komedii młodzieżowej American Pie, czyli sprawa dowCipna (1999), która stała się międzynarodowym fenomenem. Kolejne główne role zagrał w filmach: Dziewczyny i chłopaki (Boys and Girls, 2000) i Frajer (Loser, 2000).
23 kwietnia 2008 ożenił się z Jenny Mollen. Mają syna Sida (ur. 15 lutego 2014).

## Filmografia

### Filmy fabularne
- 1991: The Boy Who Cried Bitch jako Robert
- 1991: Mike Mulligan and His Steam Shovel jako chłopak
- 1997: Camp Stories jako Abby
- 1999: American Pie, czyli sprawa dowCipna (American Pie) jako Jim Levenstein
- 2000: Dziewczyny i chłopaki (Boys and Girls) jako Hunter (Steve)
- 2000: Frajer (Loser) jako Paul Tannek
- 2001: Twarda laska (Saving Silverman) jako Darren Silverman
- 2001: American Pie 2 jako Jim Levenstein
- 2001: Jay i Cichy Bob kontratakują (Jay and Silent Bob Strike Back) w roli samego siebie
- 2001: Pokolenie P (Prozac Nation) jako Rafe
- 2003: Sex at 24 Frames Per Second (zdjęcia archiwalne)
- 2003: Życie i cała reszta (Anything Else) jako Jerry Falk
- 2003: American Pie: Wesele (American Wedding) jako Jim Levinstein
- 2004: Dziewczyna z Jersey (Jersey Girl) jako Arthur Brickman
- 2005: Przypadkiem wcielony (Guy X ) jako Rudy Spruance
- 2006: Przygoda na Antarktydzie (Eight Below) jako Charlie Cooper
- 2006: Farsa pingwinów (Farce of the Penguins) jako pingwin (głos)
- 2006: Weselna gorączka (The Pleasure of Your Company) jako Anderson
- 2008: Nawiedzona narzeczona (Over Her Dead Body) jako Dan Sianidis
- 2008: Dziewczyna mojego kumpla (My Best Friend's Girl) jako Dustin
- 2008: Ciało bardzo niepedagogiczne (Lower Learning) jako Tom Willoman
- 2012: American Pie: Zjazd absolwentów jako Jim Levenstein
- 2016: Szofer do usług (Amateur Night) jako Guy Carter
- 2017: Jacy jesteśmy (Who We Are Now) jako Vince
- 2018: Dear Dictator jako pan Spines
- 2019: Jay i Cichy Bob powracają (Jay and Silent Bob Reboot) jako on sam
- 2020: Obiekt (The Subject) jako Phil Waterhouse
- 2023: Najlepsze święta w życiu (Best. Christmas. Ever.) jako Rob Sanders

### Seriale TV
- 1991-1992: Drexell's Class jako Willie Trancas
- 2002: Luz we dwóch (Off Centre) jako Rick Steve
- 2004: Frasier jako dr Hauck
- 2004: Ulica Sezamkowa
- 2005: Will & Grace jako Baby Glenn
- 2011: Mad Love jako Ben Parr
- 2012-2013: Żona idealna jako Dylan Stack
- 2012-2014: Wojownicze Żółwie Ninja jako Leonardo
- 2013-2014: Orange Is the New Black jako Larry Bloom
- 2017: Sprawa idealna jako Dylan Stack